# الطوي (مناخة)

تعديل مصدري - تعديل

الطوي هي إحدى قرى عزلة لهاب بمديرية مناخة التابعة لمحافظة صنعاء، بلغ تعداد سكانها 358 نسمة حسب تعداد اليمن لعام 2004.